# Хименес Техада, Франсиско
Франсиско Хименес Техада, более известный как Хиско (исп. Francisco Jiménez Tejada; 26 июня 1986, Пальма-де-Мальорка) — испанский футболист, нападающий клуба «Алькоркон».

## Биография

### Клубная карьера
Воспитанник «Депортиво Ла-Корунья», Хиско родом из Пальма-де-Мальорки, дебютировал в Ла Лиге 26 апреля 2005 года в матче против «Реал Сосьедада». Первые мячи он забил в том же сезоне в матче с «Сарагосой», который закончился со счетом 2:2.
Сезон 2007/08 Хиско провёл в аренде в клубе «Весиндарио», где стал одним из лучших бомбардиров, забив пять мячей в двух матчах: хет-трик в матче с «Реал Мурсией» 30 марта 2008 года и дубль в матче с «Расингом».
1 сентября 2008 года Франсиско подписал контракт с «Ньюкаслом». По некоторым данным, Хиско обошёлся «сорокам» в £ 5,7 млн. Он успел отличиться в дебютном матче против «Халл Сити» 13 сентября. Однако на поле он появлялся редко, будучи седьмым форвардом наряду с Майклом Оуэном, Обафеми Мартинсом, Марком Видукой, Петером Лёвенкрансом, Шолой Амеоби и Энди Кэрроллом.
После того как «Ньюкасл» в сезоне 2008/09 покинул Премьер-лигу, Хиско был арендован «Расингом» из Сантандера. Он дебютировал за «Расинг» в матче с клубом «Атлетико Мадрид», который завершился со счетом 1:1. Франсиско забил свой первый гол за «Расинг» 3 января 2010 года в матче с «Тенерифе».
По возвращении из «Расинга» в «Ньюкасл» в 2010 году был арендован клубом «Депортиво» до конца сезона.
После расторжения контракта с «Ньюкаслом», Хиско 31 января 2013 года присоединился к «Кордове».

### Международная карьера
Хиско дебютировал за молодёжную сборную Испании в товарищеском матче против сборной Англии 6 февраля 2007 года.

## Титулы и достижения
- Победитель Сегунды Испании (2): 2011/12, 2018/19
- Вице-чемпион Уругвая (1): 2019
- Чемпион Таиланда (1): 2016
- Обладатель Кубка Тайской лиги (1): 2016